# Mathieu Rosianu
Mathieu Rosianu est une peintre, graphiste et illustrateur né à Bucarest le 12 septembre 1897 et mort à Paris le 9 septembre 1969.

## Biographie
Son père était officier de la garde nationale roumaine. Sa mère est d’origine française. Mathieu Rosianu a grandi dans un milieu bourgeois. Il obtient un premier diplôme de dessin en 1912. Il quitte, au lendemain de la Premier Guerre mondiale, la Roumanie pour rejoindre la France dans l'objectif de poursuivre sa formation artistique.
Il s’inscrit à Paris d'abord au Cours Supérieur de Dessin appliqué à l’Industrie dirigé par le sculpteur Emmanuel Fontaine puis s'oriente rapidement vers l’École Nationale des Arts Décoratifs à Paris où il est admis le 11 octobre 1919 dans la section architecture, dessin et modelage. Il poursuit sa formation à l’École des beaux-arts en 1920 dans l’atelier d’Ernest Laurent (1859-1929).
En 1923, il expose ses premières toiles au Salon d’Automne, au Salon des Tuileries et au Salon de la Société nationale des beaux-arts. Il participe ensuite régulièrement à ces événements, présentant chaque année une ou deux peintures qui lui assurent sa renommée.
En 1928, il obtient la nationalité française. Il se rapproche à cette époque du Parti Communiste Français et fréquente des artistes proches de la gauche communiste ou libertaire comme Jean Hélion et l’artiste franco-argentin Gustave Cochet.
En 1930, il fonde sa propre maison de dessins pour tissus : « Mathei Rosianu - Dessins », 30 rue des Batignolles à Paris. Il est en relation avec l’Associated French Artists Inc. à New York, pour la commercialisation de ses dessins aux États-Unis.
En 1931, il participe aux réunions de l’Union des artistes professionnels du Groupe Artistique qui rassemble des créateurs soutenant la revue Monde, hebdomadaire fondé par Henri Barbusse.
L'année suivante, Mathieu Rosianu épouse Juliette Bajou dont Jean Lurçat réalise le portrait. Il participe à la fondation de l’Association des écrivains et artistes révolutionnaires (AEAR) et fréquente, autour de Paul Vaillant-Couturier, de nombreux jeunes artistes dont Edouard Pignon, Jean Hélion, Georges Valmier ou encore Auguste Herbin.
En 1934, il participe activement à l’organisation de l’Exposition des artistes révolutionnaires présentée par l'AEAR, porte de Versailles du 27 janvier au 28 février. Il rédige même la préface du catalogue.

## Œuvres
En 1933, il réalise la couverture de Jean sans pain de Paul Vaillant-Couturier, livre illustré par Jean Lurçat. La même année, il réalise l’affiche pour l’inauguration du groupe scolaire de Villejuif conçu par l'architecte André Lurçat.
Alors que son activité d'illustrateur prend de l'ampleur, il décide de signer ses créations pour les tissus et les papiers peints sous le nom d'Émile Arbor. Ses dessins sont alors salués par la presse, notamment par la revue Artiste d'aujourd'hui.
En 1942, il est recruté comme « animateur » (dessinateur de dessins animés) par les films de Cavaignac et travaille à l’animation du film Callisto, la petite nymphe de Diane d’André Édouard Marty (musique d’Arthur Honegger et Roland-Manuel). Il signe ce travail sous le nom H. Matei. Il poursuit cette carrière jusqu'à la fin de la Seconde Guerre mondiale.
Durant les années 1950, il poursuit ses recherches picturales sur le thème de la « Pieta ». De son aveu, il trace, à cette époque, « un cercle de solitude [...] autour de [son] œuvre. ».